# Ismaïl Omar Guelleh
Ismaïl Omar Guelleh (* 27. listopadu 1947) je prezident Džibutska, ve funkci je od roku 1999.

## Život
Guelleh byl poprvé zvolen prezidentem v roce 1999 jako nástupce svého strýce jménem Hassan Gouled Aptidon, který vládl v Džibutsku od získání nezávislosti v roce 1977. Guelleh byl již čtyřikrát znovuzvolen - v roce 2005, 2011, 2016 a naposledy v dubnu 2021, kdy obdržel 98,58% hlasů. Volby v roce 2011 byly do značné míry bojkotovány opozicí stížnostmi na nejrůznější nesrovnalosti. O prezidentu Guellehovi se často mluvilo jako o diktátorovi a jeho vláda byla kritizována některými ochránci lidských práv.